# Безволоски
Безволоски, или лыски (лат. Psilidae), — небольшое семейство насекомых из отряда двукрылых надсемейства Diopsoidea.

## Внешнее строение
Мухи размером от 3 до 8 мм. Характерным признаком семейства является сильно скошенное назад лицо. Усики, как правило, короткие, хотя у представителей рода Loxocera третий членик может быть вытянутым. Усиковая палочка (ариста) располагается в основании или ближе к середине третьего членика. Глазковый треугольник крупный, иногда достигает переднего края лба. Тело уплощённое, часто удлинённое, окраска его чёрная или жёлтая. Крылья прозрачные с характерным жилкованием. Единственный перерыв на костальной жилке крыла находится перед впадением первой радиальной жилки на расстоянии 1/3 длины второй костальной ячейки. Субкостальная жилка заканчивается на уровне перерыва костальной жилки. Брюшко удлинённое без крепких щетинок.

## Биология
Личинки живут в стеблях, на корнях растений, вызывая иногда галлы. Личинки некоторых видов обнаружены под корой деревьев. Представители рода Psila развиваются преимущественно на двудольных, представители рода Loxocera — на однодольных. Личинки Chyliza vittata Meigen вначале проделывают мины на листьях орхидных, потом спускаются по стеблю в клубни, где происходит окукливание. Соцветие заражённого растения часто увядает. Хозяйственное значение имеют несколько видов. Среди них морковная муха (Chamaepsila rosae), наносящая вред корнеплодам моркови и другим зонтичным.

## Палеонтология
В ископаемом виде наиболее древние представители семейства (род Electrochyliza) известны из балтийского янтаря с рубежа эоцена и олигоцена. В миоцене появились ещё два рода Psilites и Psila.

## Распространение
Семейство обладает преимущественно голарктическим распространением, но немногие представлены в Афротропике, Неотропике и Ориентальном биогеографическом регионе.

## Классификация
В мировой фауне насчитывается 322 вида из 13 родов. В семействе выделяют два-три подсемейства. В работах признаётся существование двух подсемейств Psilinae и Chylizinae. В других статьях приводятся три подсемейства Chylizinae, Psilinae и Belobackenbardiidae. В других публикациях выделяется подсемейство Loxocerinae, а Chylizinae объединяется с Psilinae. В представленном ниже списке указаны четыре подсемейства, чтобы получить приведенные выше классификации нужно присоединить к подсемейству Psilinae в ранге триб или Loxocerinae или Chylizinae.
- Подсемейство Loxocerinae
  - Loxocera Meigen, 1803 — Голарктика, 61 вид[15]
  - Loxocerosoma Verbeke, 1968 — Конго, 1 вид[16]
  - Tropeopsila Shatalkin, 1983 — Палеарктика, 2 вида, иногда объединяют с родом Loxocera[15].
- Подсемейство Psilinae
  - Chamaepsila Hendel, 1917 — Голарктика, Афротропика, Ориентальная и Австралийская области, около 30 видов[11][17][18], иногда включается в род Psila[19].
  - † Electrochyliza Hennig, 1965 — Балтийский янтарь, 1 вид[20]
  - Psila Panzer, 1801 — Голарктика и Ориентальная область, 163 вида, включая роды Chamaepsila, Synaphopsila и Oxypsila[19].
  - Oxypsila Frey, 1925 — Евразия, 2 вида, иногда включается в род Psila[19].
  - Phytopsila Iwasa,  Hanada &  Kajino, 1987 — Япония, 1 вид[21].
  - Psilosoma Zetterstedt, 1860 — Европа, 2 вида[19]
  - Schizostomyia Malloch, 1934 — Чили, 1 вид
  - Synaphopsila Hendel, 1934 — Дальний Восток, Китай, Корея, Япония, 1 вид, иногда включается в род Psila[19]
- Подсемейство Chylizinae
  - Chyliza Fallen, 1820 — Палеарктика, Афротропика, Ориентальная область, 117 видов[22]
- Подсемейство Belobackenbardiidae
  - Belobackenbardia Shatalkin, 2001 — Южная Африка, 3 вида[10]

## Галерея

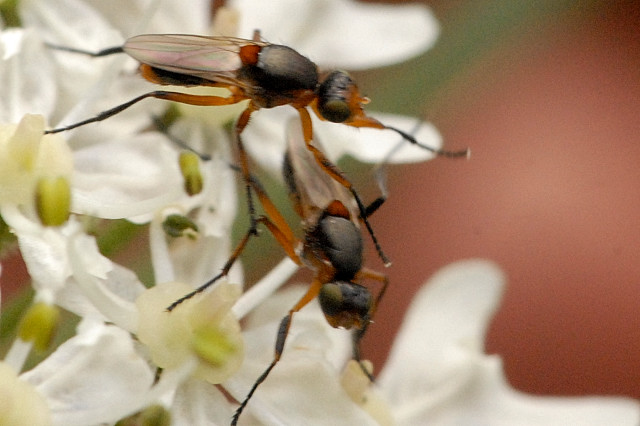
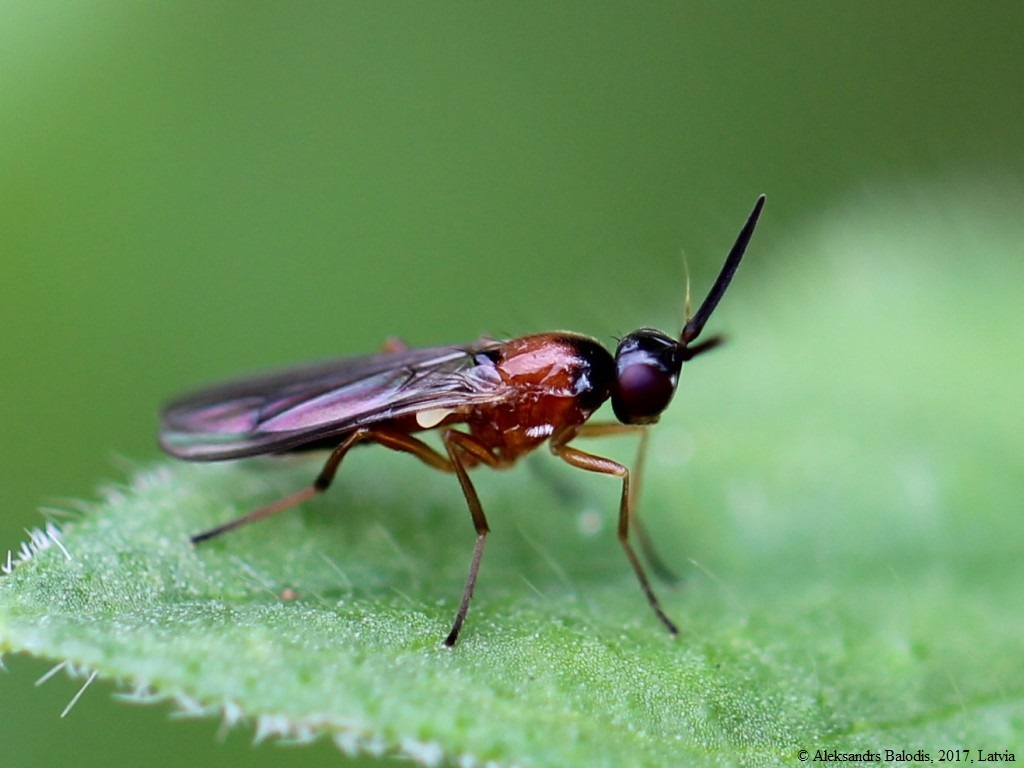
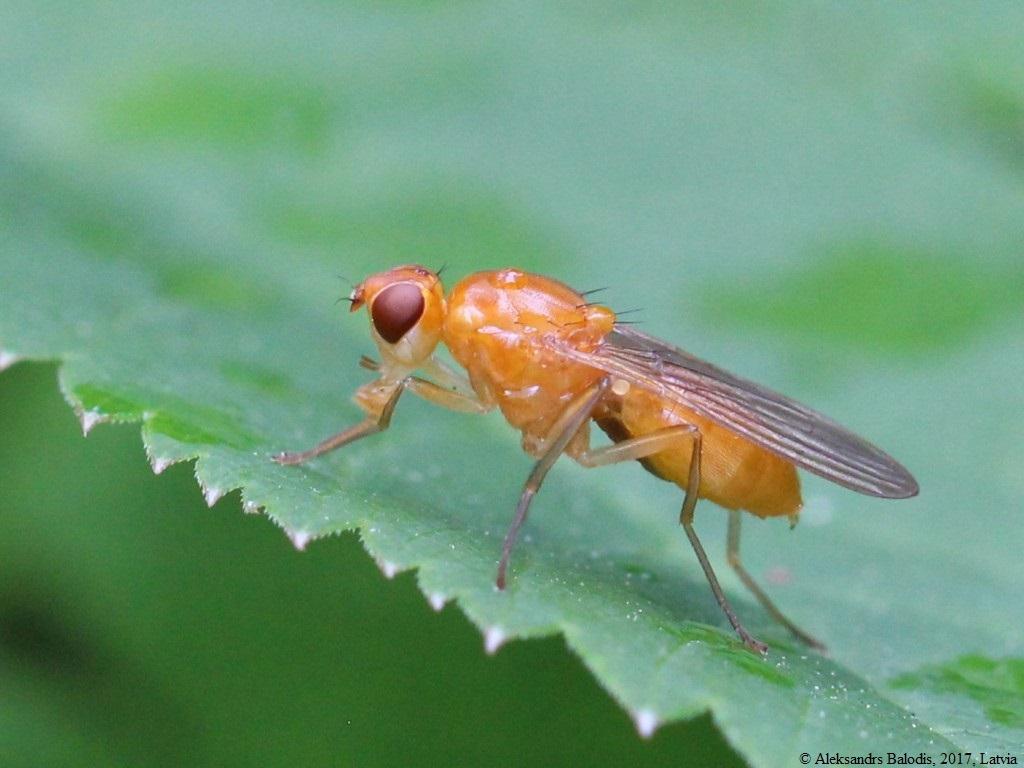
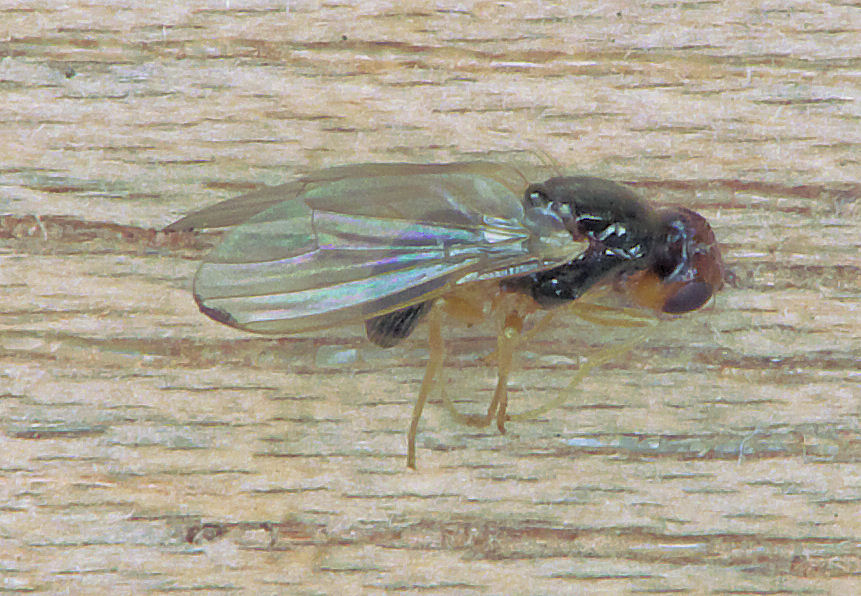

- Chyliza vittata
- Loxocera aristata
- Psila fimetaria
- Chamaepsila rosae